# Susanne von Klettenberg
Susanne Katharina Seiffart von Klettenberg (19 de dezembro de 1723 - 16 de dezembro de 1774) foi uma abadessa e escritora alemã.
Era amiga de Katharina Elisabeth Goethe, mãe do escritor Johann Wolfgang von Goethe.
Klettenberg correspondeu-se com Goethe, que criou uma personagem, "Beautiful Soul", por causa da abadessa, em seu romance Os Anos de Aprendizagem de Wilhelm Meister.
Era também era amiga de Friedrich Christoph Steinofer (1706-1761), co-epíscopo da Igreja da Morávia à época.